# مقصوصة

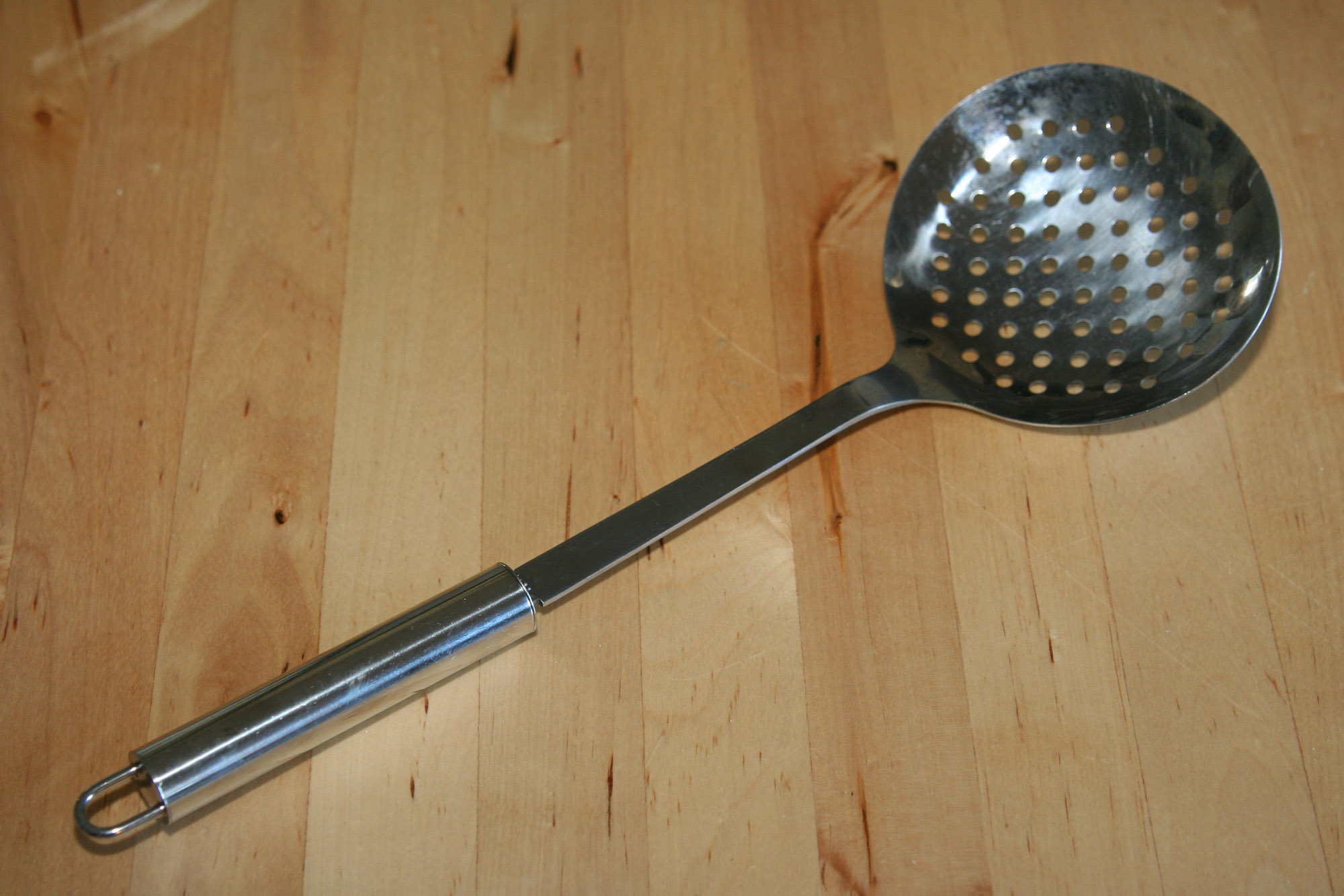
مقصوصة معدنية.

المقصوصة أو المِرْغَاة أو المِطْفَحة أو الكَفكِير أو المِقشدة أو المِكشطة مغرفة مثقبة تستعمل لقشد الرغوة من السوائل مثل تخليص القشدة من الحليب. وتُستعمل لنشل اللحم والخضار من القدر.

## التأثيل
أصل كلمة كفير هي كلمة الفارسية كفگير وتعني آخذ الرغوة، وقد دخلت العربية عن طريق التركية. تُستخدم في بلاد الشام.